# Skyttegravsfeber
Skyttegravsfeber, (lat. febris quintana, eng. trench fever), er en smitsom infektionssygdom, der kan overføres ved lus. Symptombilledet minder noget om almindelig influenza.
Dårlig hygiejne er en medvirkende årsag til sygdommens spredning og den ses ofte i forbindelse med naturkatastrofer og krige. Mest kendte udbrud var under 1. verdenskrig, hvor 1 million mennesker blev ramt af sygdommen. Det bedst kendte offer for sygdommen var nok J.R.R. Tolkien.